# 托尔·亨宁
托尔·亨宁（瑞典語：Thor Henning，1894年9月13日—1967年10月7日），瑞典男子游泳运动员，主攻蛙泳。他曾代表瑞典参加1912年、1920年和1924年夏季奥林匹克运动会游泳比赛，共获得三枚银牌和一枚铜牌。